# دورة ألعاب غرب آسيا 2002
كانت دورة ألعاب غرب آسيا لعام 2002 هي النسخة الثانية من الحدث الرياضي المتعدد لدول غرب آسيا وعقدت في مدينة الكويت من 3 إلى 12 أبريل 2002.
في البداية كان من المتوقع تنظيم المسابقة في قطر في عام 1999، ولكن بسبب ظروف غير متوقعة، لم يتم تنظيم الألعاب. وكان من المتوقع أن تقام الألعاب في لبنان عام 2001، لكن تم إلغاؤها ونقلها إلى الكويت. كان من المتوقع أن تعقد الألعاب الثانية لغرب آسيا في الفترة من 20 إلى 30 أكتوبر 2001، ولكن بسبب الصراعات المسلحة في المنطقة، كان يجب تأجيلها. وأخيرا، عقدت الألعاب الثانية لغربي آسيا في العام التالي في مدينة الكويت.
شارك رياضيون من اثني عشر دولة في عشرة رياضات. العراق لم يشارك ولم يتم تنظيم مسابقات للنساء.

## الرياضات
| - ألعاب القوى () - كرة السلة () - الغطس () - المبارزة () - كرة القدم () | - الجمباز () - كرة اليد () - الكاراتيه () - الإسكواش () - السباحة () |

## الدول المشاركة
| - البحرين - إيران - الأردن - الكويت - لبنان - سلطنة عمان | - فلسطين - قطر - السعودية - سوريا - الإمارات العربية المتحدة - اليمن |

## جدول الميداليات
البلد المضيف
| الترتيب | منتخب                    | ذهبية | فضية | برونزية | المجموع |
| ------- | ------------------------ | ----- | ---- | ------- | ------- |
| 1       | الكويت                   | 31    | 22   | 19      | 72      |
| 2       | السعودية                 | 11    | 7    | 8       | 26      |
| 3       | إيران                    | 9     | 11   | 16      | 36      |
| 4       | سوريا                    | 8     | 11   | 19      | 38      |
| 5       | قطر                      | 8     | 9    | 7       | 24      |
| 6       | الأردن                   | 2     | 1    | 6       | 9       |
| 7       | لبنان                    | 1     | 1    | 1       | 3       |
| 8       | الإمارات العربية المتحدة | 0     | 1    | 5       | 6       |
| 9       | اليمن                    | 0     | 0    | 3       | 3       |
| 10      | البحرين                  | 0     | 0    | 2       | 2       |
| 11      | عُمان                     | 0     | 0    | 1       | 1       |
| المجموع | المجموع                  | 70    | 63   | 87      | 220     |

## وصلات خارجية
- Olympic Council of Asia – 2002 West Asian Games